# 담비류
담비류 또는 담비는 족제비과 담비속(Martes) 동물의 총칭으로, 담부라고도 한다. 아시아 특히 북아시아 지역과 유럽, 북아메리카의 북부 지역에서 발견된다. 몸길이는 암컷이 40~42cm, 수컷이 45~50cm이고 꼬리 길이는 20cm 정도이다.

## 하위 종
- 아메리카담비(M. americana)
- 담비(M. flavigula)
- 바위담비(M. foina)
- 닐기리담비(M. gwatkinsii)
- 유럽솔담비 또는 유럽소나무담비(M. martes)
- 산달 또는 일본담비(M. melampus)
- 태평양담비(M. caurina)
- 검은담비(M. zibellina)

## 계통 분류
다음은 2018년 로(Law) 등의 연구에 기초한 울버린아과의 계통 분류이다.

| 타이라속 | 타이라 |
|          | 타이라 |
| 피셔속   | 피셔   |
|          | 피셔   |

|  | 검은담비   |
|  |            |
|  | 유럽솔담비 |
|  |            |

|  | 산달         |
|  |              |
|  | 아메리카담비 |
|  |              |

|  | 검은담비   |
|  |            |
|  | 유럽솔담비 |
|  |            |

|  | 산달         |
|  |              |
|  | 아메리카담비 |
|  |              |

|  | 검은담비   |
|  |            |
|  | 유럽솔담비 |
|  |            |

|  | 산달         |
|  |              |
|  | 아메리카담비 |
|  |              |

|  | 검은담비   |
|  |            |
|  | 유럽솔담비 |
|  |            |

|  | 산달         |
|  |              |
|  | 아메리카담비 |
|  |              |

|  | 검은담비   |
|  |            |
|  | 유럽솔담비 |
|  |            |

|  | 산달         |
|  |              |
|  | 아메리카담비 |
|  |              |

|  | 검은담비   |
|  |            |
|  | 유럽솔담비 |
|  |            |

|  | 산달         |
|  |              |
|  | 아메리카담비 |
|  |              |

|  | 검은담비   |
|  |            |
|  | 유럽솔담비 |
|  |            |

|  | 산달         |
|  |              |
|  | 아메리카담비 |
|  |              |

|  | 검은담비   |
|  |            |
|  | 유럽솔담비 |
|  |            |

|  | 산달         |
|  |              |
|  | 아메리카담비 |
|  |              |

|  | 검은담비   |
|  |            |
|  | 유럽솔담비 |
|  |            |

|  | 산달         |
|  |              |
|  | 아메리카담비 |
|  |              |

|  | 검은담비   |
|  |            |
|  | 유럽솔담비 |
|  |            |

|  | 산달         |
|  |              |
|  | 아메리카담비 |
|  |              |

|  | 검은담비   |
|  |            |
|  | 유럽솔담비 |
|  |            |

|  | 산달         |
|  |              |
|  | 아메리카담비 |
|  |              |

|  | 검은담비   |
|  |            |
|  | 유럽솔담비 |
|  |            |

|  | 산달         |
|  |              |
|  | 아메리카담비 |
|  |              |

|  | 검은담비   |
|  |            |
|  | 유럽솔담비 |
|  |            |

|  | 산달         |
|  |              |
|  | 아메리카담비 |
|  |              |

|  | 검은담비   |
|  |            |
|  | 유럽솔담비 |
|  |            |

|  | 산달         |
|  |              |
|  | 아메리카담비 |
|  |              |

|  | 검은담비   |
|  |            |
|  | 유럽솔담비 |
|  |            |

|  | 산달         |
|  |              |
|  | 아메리카담비 |
|  |              |

|  | 검은담비   |
|  |            |
|  | 유럽솔담비 |
|  |            |

|  | 산달         |
|  |              |
|  | 아메리카담비 |
|  |              |

| 타이라속 | 타이라 |
|          | 타이라 |
| 피셔속   | 피셔   |
|          | 피셔   |

|  | 검은담비   |
|  |            |
|  | 유럽솔담비 |
|  |            |

|  | 산달         |
|  |              |
|  | 아메리카담비 |
|  |              |

|  | 검은담비   |
|  |            |
|  | 유럽솔담비 |
|  |            |

|  | 산달         |
|  |              |
|  | 아메리카담비 |
|  |              |

|  | 검은담비   |
|  |            |
|  | 유럽솔담비 |
|  |            |

|  | 산달         |
|  |              |
|  | 아메리카담비 |
|  |              |

|  | 검은담비   |
|  |            |
|  | 유럽솔담비 |
|  |            |

|  | 산달         |
|  |              |
|  | 아메리카담비 |
|  |              |

|  | 검은담비   |
|  |            |
|  | 유럽솔담비 |
|  |            |

|  | 산달         |
|  |              |
|  | 아메리카담비 |
|  |              |

|  | 검은담비   |
|  |            |
|  | 유럽솔담비 |
|  |            |

|  | 산달         |
|  |              |
|  | 아메리카담비 |
|  |              |

|  | 검은담비   |
|  |            |
|  | 유럽솔담비 |
|  |            |

|  | 산달         |
|  |              |
|  | 아메리카담비 |
|  |              |

|  | 검은담비   |
|  |            |
|  | 유럽솔담비 |
|  |            |

|  | 산달         |
|  |              |
|  | 아메리카담비 |
|  |              |

|  | 검은담비   |
|  |            |
|  | 유럽솔담비 |
|  |            |

|  | 산달         |
|  |              |
|  | 아메리카담비 |
|  |              |

|  | 검은담비   |
|  |            |
|  | 유럽솔담비 |
|  |            |

|  | 산달         |
|  |              |
|  | 아메리카담비 |
|  |              |

|  | 검은담비   |
|  |            |
|  | 유럽솔담비 |
|  |            |

|  | 산달         |
|  |              |
|  | 아메리카담비 |
|  |              |

|  | 검은담비   |
|  |            |
|  | 유럽솔담비 |
|  |            |

|  | 산달         |
|  |              |
|  | 아메리카담비 |
|  |              |

|  | 검은담비   |
|  |            |
|  | 유럽솔담비 |
|  |            |

|  | 산달         |
|  |              |
|  | 아메리카담비 |
|  |              |

|  | 검은담비   |
|  |            |
|  | 유럽솔담비 |
|  |            |

|  | 산달         |
|  |              |
|  | 아메리카담비 |
|  |              |

|  | 검은담비   |
|  |            |
|  | 유럽솔담비 |
|  |            |

|  | 산달         |
|  |              |
|  | 아메리카담비 |
|  |              |

|  | 검은담비   |
|  |            |
|  | 유럽솔담비 |
|  |            |

|  | 산달         |
|  |              |
|  | 아메리카담비 |
|  |              |

## 특징
다리는 짧고 각 발가락에는 날카로운 발톱이 있으며 머리는 가늘고 긴 편으로 주둥이가 길고 뾰족하다. 귀는 짧고 넓으며 꼬리는 길고 끝이 가늘다. 털의 색깔은 겨울에 황색으로 변하는 것과 황갈색 그대로 있는 것 두 가지가 있다. 높은 산림지대에 살며 이른 아침이나 밤에 활동한다. 자기의 텃세권을 표시하기 위해 냄새를 묻히고 다닌다. 그러나 냄새가 스컹크처럼 고약하지 않고 향긋하다. 쥐 종류와 야생조류가 주식이며 노루, 고라니, 멧돼지, 도마뱀, 장지뱀, 개구리, 다람쥐, 두더지, 하늘다람쥐, 날다람쥐도 잡아먹으며, 가을에는 과일도 잘 먹는다. 나무에 잘 오르며 매우 민첩하고 잔인하여 배가 고프지 않아도 사슴이나 산양 등의 다른 동물을 해치는 습성이 있다. 번식기는 2~3월 무렵이고 임신기간은 7주 정도로 3~5월 무렵 한두 마리의 새끼를 낳는다.

### 먹이
조홍섭 환경전문기자가 쓴 한겨레 2013년 1월 13일 생태이야기에 따르면 국립환경과학원에서 조사한 담비의 먹이는 다음과 같다. 국립환경과학원은 4년(2009년~2013년)동안 담비가 어떻게 살아가는지 배설물과 무인카메라로 알아낸 뒤 “담비가 생태계 최상위 포식자이자 넓은 행동권을 지닌 우산종으로서 생태계 보전에 활용 가치가 큰 동물임이 밝혀졌다”고 발표했다. 조홍섭 환경전문기자에 따르면 우산종이란 미국 옐로스톤 국립공원의 불곰이나 극동 러시아의 아무르호랑이처럼 행동권이 큰 동물의 서식지를 보전하면 동시에 다른 종들을 보호하는 효과가 나 생물다양성이 유지되는 종을 가리킨다.
| “ | 포유류 가운데 담비가 즐겨 잡아먹는 먹이로는 주로 들쥐와 청설모가 가장 많아 전체의 20%를 차지했고, 이어 노루 혹은 고라니가 16%, 멧돼지, 비단털들쥐, 하늘다람쥐, 날다람쥐가 13%로 뒤를 이었다. 그 밖에도 다람쥐, 멧토끼, 등줄쥐, 비단털등줄쥐, 두더지도 배설물에서 흔적이 발견됐다. 연구진은 담비 한 무리가 연간 75마리의 청설모를 잡아먹는 것으로 계산했다. 전체적으로 먹이 가운데 동물성과 식물성은 비슷한 비중이었는데, 동물성 먹이 가운데는 포유류가 가장 많았고 이어 조류, 꿀, 곤충, 양서·파충류 순서로 비중이 높았다. 식물로는 다래, 버찌, 머루, 감, 고욤 등 달콤한 열매를 주로 먹었다. 담비는 꿀을 좋아해 전체 먹이의 6.2%를 차지했는데, 흥미롭게도 담비는 벌 가운데는 꿀벌의 천적인 말벌만 잡아먹었고 특히 먹은 말벌의 절반 이상이 여왕벌이어서 말벌 개체군을 조절하는 구실을 하는 것으로 드러났다. 특히 담비가 주로 사냥하는 고라니, 멧돼지, 청설모, 말벌은 농사에 피해를 끼쳐 농민과 갈등을 일으키는 대표적 동물이어서 이들의 천적인 담비가 야생동물 보호에 새로운 긍정적 시각을 불러모을지 주목되고 있다. 최근 담비가 외래종 등검은말벌의 천적으로 밝혀졌다. | ” |